# Лейк-Артур (Нью-Мексико)
Лейк-Артур (англ. Lake Arthur) — город в округе Чавес, Нью-Мексико, США. По данным переписи 2020 года население составляло 378 человек.

## География
Лейк-Артур расположен недалеко от южной границы округа Чавес, примерно в 1,6 км к западу от реки Пекос. Через город проходит государственная дорога штата Нью-Мексико 2, ведущая на север в 14 км к Хейгермену и на юг в 18 км к Артиже.
По данным Бюро переписи населения США, общая площадь города составляет 1,4 2 км, всё это суша.

## Демография
По данным переписи 2020 года в городе проживало 378 человека (81 из которых - пожилые), на момент 2000гг в городе было 134 домашних хозяйства и 107 семей. Плотность населения составляла 303,3 /км2. Насчитывалось 149 единиц жилья со средней плотностью 104,6 / км2. Расовый состав населения: 89,08% белых, 0,99% коренных американцев, 9,68% - других рас и 0,25% - представителей двух или более рас. Испаноязычные или латиноамериканцы любой расы составляли 70,14% населения.
Насчитывалось 134 домохозяйств, из которых в 47,0% воспитывались дети в возрасте до 18 лет, проживающие с ними, 56,7% представляли собой супружеские пары, проживающие вместе, в 17,2% домохозяйств женщины проживали без мужей, и в 20,1% домохозяйств не было семей. 17,9% всех домохозяйств состояли из одного человека, и в 8,2% из них проживали одинокие люди в возрасте 65 лет и старше. Средний размер домохозяйства - 3,22, а семьи - 3,62 человека.
Население города было распределено: 38,4% младше 18 лет, 8,3% от 18 до 24, 28,0% от 25 до 44, 14,6% от 45 до 64 и 10,6% в возрасте 65 лет и старше. Средний возраст жителя округа 29 лет. На каждые 100 женщин приходилось 114,9 мужчин. На каждые 100 женщин старше 18 лет приходится 103,1 мужчин.
Средний доход домохозяйства в городе составлял 22 386 долларов, а средний доход семьи - 22 679 долларов. Средний доход на 2020гг у мужчин 32 132 долларов против 26 389 долларов у женщин. Доход на душу населения в городе составлял 31 544 долларов. Около 24,7% семей и 24,6% всего населения находились ниже черты бедности, в том числе 31,1% младше 18 и 6,5% старше 65 лет.